# Vincenzo Lauro

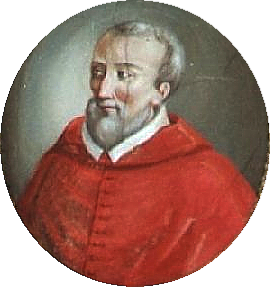
Kardinal Vincenzo Laureo

Vincenzo Lauro oder Laureo (* 23. März 1523 in Tropea; † 17. Dezember 1592 in Rom) war ein italienischer Kardinal und Diplomat.

## Leben
Nach dem Studium der Medizin an den Universitäten von Neapel und Padua wurde Laureo in Rom Sekretär von Kardinal Pietropaolo Parisio und später von Kardinal Niccolò Gaddi, den er auch auf mehreren diplomatischen Missionen begleitete. 1552 trat er in den Dienst des französischen Kardinals François II. de Tournon, eines engen Vertrauten von Antoine de Bourbon, des Titularkönigs von Navarra. Zurück in Italien wurde er sodann Leibarzt von Herzog Emanuel Philibert von Savoyen.
Am 30. Januar 1566 wurde Laureo von Papst Pius V. zum Bischof von Mondovì ernannt und empfing am 5. Mai 1566 die Bischofsweihe. Im selben Jahr wurde er als Päpstlicher Legat zu Königin Maria Stuart von Schottland entsandt. In den Folgejahren vertrat Laureo den Heiligen Stuhl als Apostolischer Nuntius in Savoyen (1568–1573), in Polen (1573–1578) und von 1580 an schließlich erneut in Savoyen bei Herzog Karl Emanuel I. von Savoyen. Er war zudem Mitglied der päpstlichen Kommission zur Kalenderreform unter Vorsitz von Kardinal Guglielmo Sirleto, deren Arbeit 1582 in die Einführung des Gregorianischen Kalenders mündete.
Am 12. Dezember 1583 wurde er von Papst Gregor XIII. zum Kardinal erhoben. Nachdem er beim Konklave 1585 nicht teilnehmen konnte, wirkte er bis zu seinem Tod an vier Papstwahlen mit. Beim Oktoberkonklave von 1590 galt Laureo selbst als Papabile.
Laureo wurde in der Basilika San Clemente al Laterano in Rom beigesetzt. Seine Bibliothek hinterließ er dem Collegio Romano, der Vorgängereinrichtung der heutigen Päpstlichen Universität Gregoriana.